# Jóhan Hansen
Jóhan á Plógv Hansen, född 1 maj 1994, är en dansk handbollsspelare född på Färöarna. Han spelar som högersexa för SG Flensburg-Handewitt och det danska landslaget.
Han spelade som yngre för Färöarnas landslag, men då han är född med dubbelt medborgarskap valde han senare att spela för det danska landslaget. EHF hade dock som krav att han först blev avstängd från internationellt spel i 3 år, vilket han genomförde mellan 2012 till 2015.

## Meriter i urval
Med landslag (Danmark)
- VM 2023 i Sverige/Polen:  Guld
- VM 2021 i Egypten:  Guld
- VM 2019 i Tyskland/Danmark:  Guld
- OS 2020 i Tokyo:  Silver
- EM 2024 i Tyskland:  Silver
- EM 2022 i Ungern/Slovakien:  Brons
- U21-VM 2015 i Brasilien:  Silver

Individuella utmärkelser
- All-Star Team som bäste högersexa i U21-VM 2015[4]